# Ordenanzas de Novoa Salgado
Las Ordenanzas de Novoa Salgado fueron un importante cuerpo normativo de la provincia de Costa Rica emitido en 1675 por el doctor Benito de Novoa Salgado, oidor de la Real Audiencia de Guatemala y visitador general de las provincias de Costa Rica y Nicoya, para proteger a los indígenas.

## Emisión
El 12 de enero de 1674, cuando el doctor Novoa Salgado era oidor de la Real Audiencia de Guatemala, fue nombrado como visitador general de las provincia de Costa Rica y Nicoya y se le encargó además efectuar el juicio de residencia del gobernador Juan López de la Flor y Reinoso. Se trasladó a esa provincia, donde además de residenciar a López de la Flor, se interesó por la situación de los indígenas. El 20 de febrero de 1675 dictó en la ciudad de Cartago una serie de ordenanzas a favor de los indígenas, mediante las cuales se restringió al mínimo el repartimiento de indios y se trataba de prevenir diversos abusos de los encomenderos y los curas doctrineros. Las Ordenanzas de Novoa Salgado se hicieron públicas en Cartago el 22 de febrero de 1675, por voz de un pregonero y a son de tambores. El 7 de agosto de 1675, ya de regreso en la ciudad de Santiago de Guatemala, el doctor Novoa Salgado escribió a la Corona para dar cuenta de las ordenanzas emitidas. Esta normativa fue aprobada mediante una real cédula del rey Carlos II el 15 de octubre de 1676, la cual fue recibida en Cartago en junio de 1678 y el gobernador Juan Francisco Sáenz Vázquez de Quintanilla y Sendín de Sotomayor la hizo pregonar por voz de un indígena, con despliegue de banderas y repique de campanas.

## Contenido de las Ordenanzas
Las ordenanzas de Novoa Salgado circunscribieron el repartimiento de indios únicamente a dos actividades. Una de ellas era el servicio ordinario de la ciudad, es decir, las obras públicas. La otra era el cultivo del trigo, pero solamente cuando la producción de este cereal alcanzara cifras superiores a las catorce fanegas y circunscribiendo el uso de alquilones (indígenas de repartimiento) a las actividades de siembra, escarda y siega. En todo caso, los cultivadores de trigo debían suministrar a los alquilones las herramientas y aperos necesarios para su trabajo. Adicionalmente, los indígenas fueron liberados de sus deudas con los españoles y se aumentó de modo considerable la remuneración que debía pagárseles dentro del sistema del repartimiento. Se establecieron elevadas multas para los españoles que con fines laborales sacasen por la fuerza a los indígenas de sus pueblos y para los gobernadores que los repartiesen ilegalmente y se reiteró de modo enfático la prohibición de incluir indígenas de la Tierra Adentro en el repartimiento en favor de la ciudad de Cartago o de las plantaciones cacaoteras de la región caribeña de Costa Rica.
A pesar de que ya había diversas disposiciones regias sobre el particular, Novoa Salgado también se ocupó en sus ordenanzas del número de indígenas disponible para el repartimiento. Para calcularlo, del censo de cada reducción había que restar a las mujeres y a los niños, así como a los varones adultos que no pagaban tributo (los caciques y sus primogénitos, los alcaldes y los mayores de 60 años). Del residuo, en atención a los principios de la rotación, había que excluir semanalmente a un 75%, y de la cifra resultante había todavía que restar a los indígenas dedicados al servicio del cura doctrinero de la reducción y a quienes estuviesen laborando voluntariamente para los españoles en un marco jurídico de libre contratación. Los indígenas restantes, que eran muy pocos, conformaban el grupo legalmente destinado al repartimiento para obras públicas y cultivos privados de trigo. Entre ambas actividades, cabe suponer que los gobernadores, a la hora de adjudicar indígenas para el trabajo, tenderían a favorecer a la primera, por lo que el repartimiento a favor de particulares, aun en las restrictivas condiciones de las ordenanzas, se convertía en una hipótesis bastante remota  .

## Trascendencia
Las ordenanzas de 1675 modificaron de modo sustancial el panorama del trabajo indígena en Costa Rica. El repartimiento clásico y en cierta medida ilimitado que imperaba en Costa Rica desde 1613 desapareció, sustituido por un modelo que solamente permitía, y bajo severas limitaciones, el uso forzado de la mano de obra indígena para obras públicas y cultivos de trigo. Este modelo, además, daba preferencia e impulso a la libre contratación laboral, al convertir a esta en una de las causales que excluían del repartimiento al indígena.
La normativa del visitador, a pesar de que sufrió violaciones en muchas oportunidades, fue conocida y aplicada durante un largo período y operó como un código básico de relaciones sociales y laborales en varias materias. Se sabe de casos en que las propias comunidades indígenas, aún en fecha tan tardía como 1755, fundamentaron derechos en ella y exigieron su cumplimiento a las autoridades superiores, para lo cual tuvieron el respaldo de la Audiencia de Guatemala.